# Sixth Sense
Sixth Sense è il quarto album in studio del girl group sudcoreano Brown Eyed Girls, pubblicato nel 2011.

## Tracce
1. Swing It Shorty (Intro) – 1:21
2. Sixth Sense – 3:48
3. Hot Shot – 3:21
4. La Boheme – 3:48
5. An Inconvenient Truth (불편한 진실) – 3:48
6. Lovemotion – 3:22
7. Countdown (Interlude) – 1:50
8. Vendetta – 3:41
9. Sixth Sense (Instrumental) – 3:48